# Johan Norrman
Johan Roland Norrman, född 5 oktober 1970 i Norrköping, uppvuxen i Katrineholm, är en svensk ämbetsman och sedan 2024 generaltulldirektör.

## Biografi
Norrman var ämnessakkunnig vid Justitiedepartementet när han blev polisområdeschef för Jönköpings län 2015, och arbetade sedan 2017 som operativ chef för Kustbevakningen.
Han tillträde som Tullverkets överdirektör den 1 april 2023. Norrman är sedan den 15 augusti 2024 generaltulldirektör för samma myndighet.